# 香港中文大學—東華三院社區書院
香港中文大學－東華書院（Chinese University of Hong Kong–Tung Wah College），簡稱中大東華書院（CUHK-TW College）或中東書院，為香港一所大專院校，由東華三院和香港中文大學合辦。書院於2002年開始籌辦，於2005年正式成立，主要開辦兩年制副學士學位課程，另外亦有與海外大學合辦的遙距課程。書院於2013年因為收生不足，管理層多次變動，連續虧損及兩辦學機構的合作問題而停辦，校舍現為東華三院自行成立之東華學院。

## 概要
因為東華三院此前沒有開辦專上課程的經驗，如獨自開辦副學位課程必須通過香港學術及職業資歷評審局的學術評審，東華三院於是在2003年與香港中文大學簽約展開合作，透過香港中文大學作為法定大學所擁有的「自行評審資格」，將課程交由中文大學評審及認可，而無需香港學術評審局核准便可開辦副學士課程，書院雖然須要向中文大學繳付評審費，但可較快把副學位課程推出市場，並以香港中文大學的名氣招攬學生。然而，因為副學士課程已接近市場飽和、經營虧損，以及東華三院與中文大學之間的合作出現問題，東華三院於2013年8月31日停辦書院並結束各副學士學位課程，自行成立東華學院，改為開辦學士學位課程，並將課程提交學術評審局評核。

## 歷史

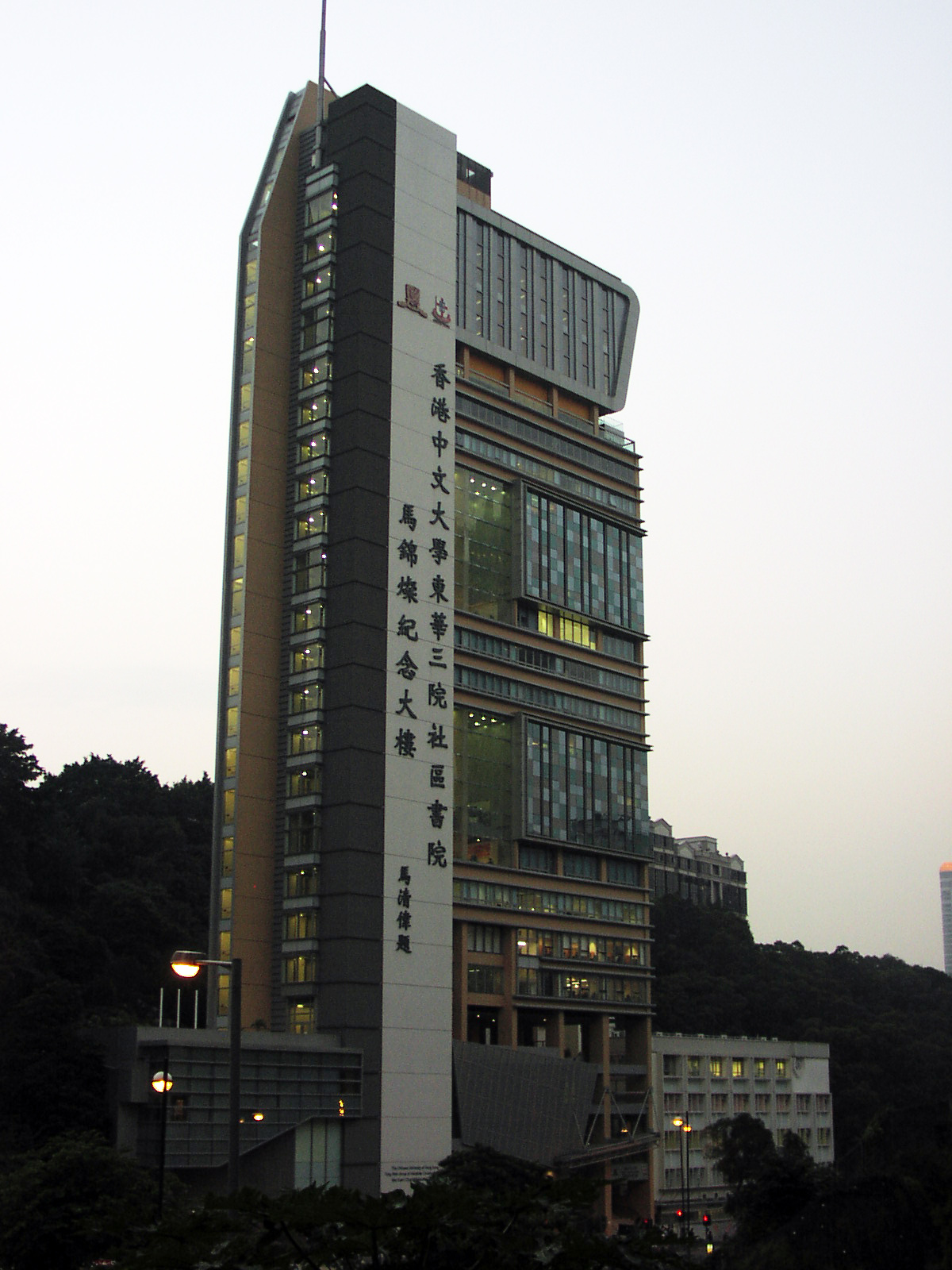
中東書院衛理道校舍

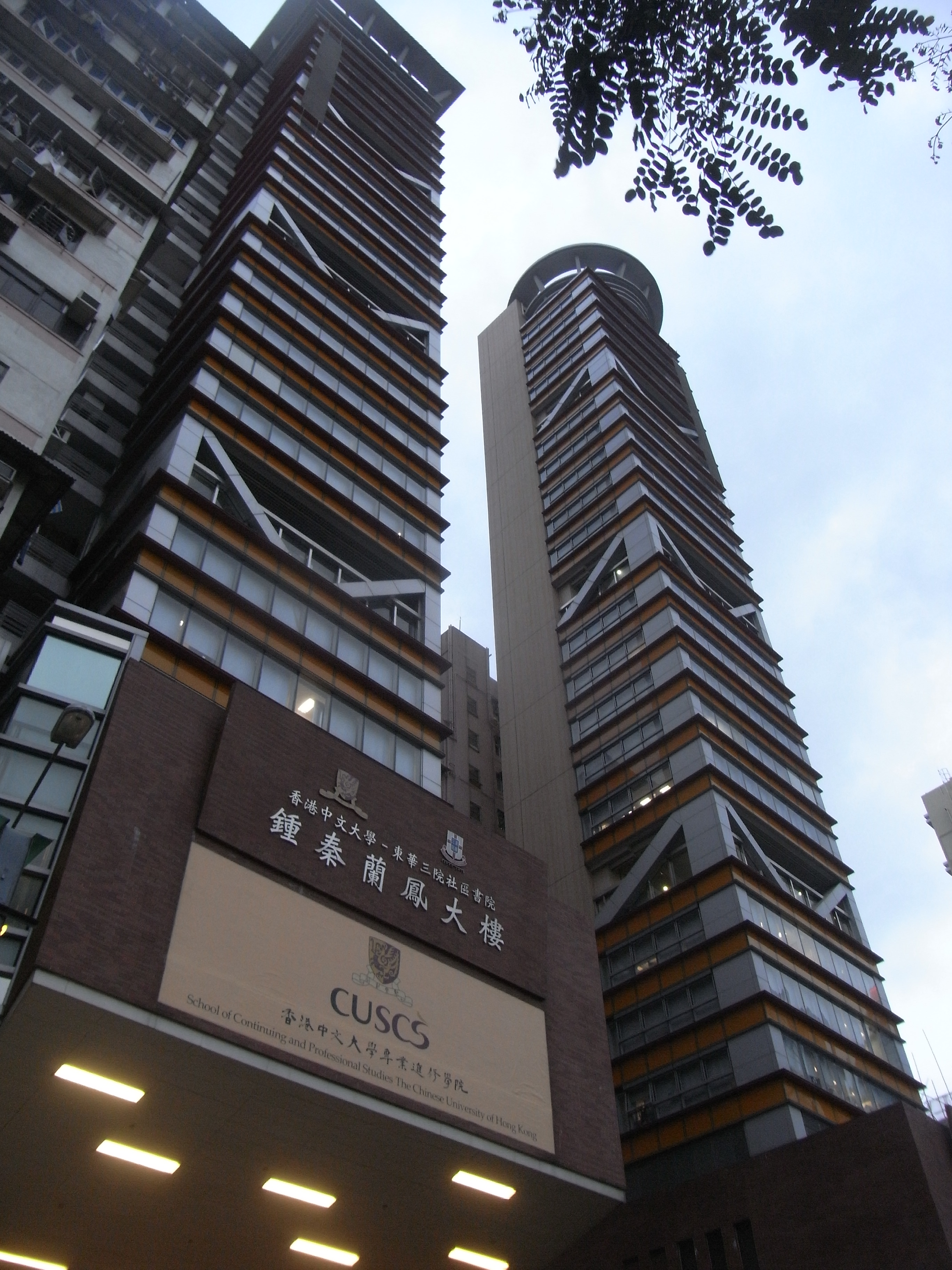
中東書院山東街校舍

### 2002年
東華三院與香港中文大學合作開辦社區書院，主力開辦兩年制及三年制的副學士課程，預計提供二千個學額，計畫將位於旺角山東街與黑布街的姚達之小學，以及位於京士柏衛理道的東華三院關啟明小學及東華三院林百欣青少年中心三個舊址，改建成社區書院的校舍。

### 2005年
香港中文大學－東華書院成立。

### 2012年
書院因為收生不足，管理層多次變動，加上每年要向香港中文大學繳交學費收入的25%，逾千萬港元作為課程評審費，書院在過去6年累積赤字超過7千萬港元，而位於旺角山東街的校舍又經常被香港中文大學專業進修學院（CUSCS）用作開辦短期課程，最後兩辦學機構拆夥並結束合作，東華三院決定在2013年停辦書院。

### 2013年
該書院於2013年8月31日停辦，而校產被併入東華三院自行成立之東華學院。

## 校舍
書院有兩座校舍，本部位於九龍何文田衛理道，另一校舍在旺角山東街與黑布街。兩校舍現為東華三院自行成立之東華學院，提供學士學位課程。

## 概況

### 歷任校長
- 何文匯（2004年－2005年 候任）
- 何文匯（2005年－2006年）
- 梁榮能（2006年－2007年 署任）
- 譚展雲（2007年－2010年）
- 黃景波（2010年－2011年 署任）
- 汪國成（2011年－2013 署任）

### 屬下學院及學系
書院設有商學院、中醫藥及醫療保健學院及人文學科及社會科學學院，合共二十一個副學士課程。另設通識教育及基礎研習學部。
- 商學院（前稱工商管理及旅遊管理書院）
  - 會計學商學副學士學位課程
  - 商學副學士學位課程（2009年開辦，2011年停辦）
  - 商業管理學商學副學士學位課程
  - 金融服務商學副學士學位課程
  - 酒店及飲食業管理商學副學士學位課程
  - 市場學商學副學士學位課程
  - 市場推廣與設計商學副學士學位課程（2009年開辦）
  - 旅遊及康樂商學副學士學位課程
  - 創意動畫設計理學副學士學位課程（原為資訊科技及數碼設計書院之課程，2010年納入商書院課程）
- 中醫藥及醫療保健學院
  - 中醫藥（中醫醫療）理學副學士學位課程
  - 生命科學理學副學士學位課程
  - 醫療健康理學副學士學位課程（2008年開辦）
- 人文學科及社會科學學院（前稱人文學科及通識教育書院）
  - 應用英國語文文學副學士學位課程（2009年開辦，2011年停辦）
  - 中國語文文學副學士學位課程（2010年停辦）
  - 文化研究文學副學士學位課程（2010年停辦）
  - 新聞學文學副學士學位課程
  - 電影及電視文學副學士學位課程（2008年停辦）
  - 市場及企業傳訊文學副學士學位課程
  - 心理學文學副學士學位課程（2008年開辦）
  - 社會科學副學士學位課程（2009年開辦）
  - 翻譯學文學副學士學位課程
- 資訊科技及數碼設計學院（2010年取消）
  - 商業情報及資訊系統理學副學士學位課程（2007年開辦，2009年停辦）
  - 電腦學理學副學士學位課程
  - 三維及產品設計理學副學士學位課程
  - 電腦遊戲技術理學副學士學位課程（2007年開辦，2009年停辦）
- 通識教育及基礎研習學部
  - 必修基礎科目
    - 中國語文（一）
    - 中國語文（二）
    - 英國語文（一）
    - 英國語文（二）
    - 資訊科技及多媒體應用初階
    - 數量分析

  - 通識教育科目
    - （一）藝術與修養（文學欣賞、藝術欣賞、電影欣賞、心理與個人成長）
    - （二）文化與社會（中西思想模式、流行文化與現代社會、傳統文化與現代中國、比較文化、中醫與中國文化、媒體、文化與社會、宏觀經濟與現今社會）
    - （三）科學與科技（大學數學、科學探知、人與自然、人與生物科學、科技與社會）
    - （四）分析思考與倫理（應用倫理、價值與人生、創意及批判思考、邏輯思考）

## 另見
- 東華學院
- 香港大學專業進修學院保良局何鴻燊社區書院（另一慈善團體與本地大學自資教學部門合辦的專上學院）

## 外部連結
- 香港中文大學-東華書院官方網站